# Chassignieu
Chassignieu est une commune française située dans le département de l'Isère en région Auvergne-Rhône-Alpes.
La commune qui se situe plus particulièrement dans la région naturelle des Terres froides du Dauphiné fut adhérente à la communauté de communes Bourbre-Tisserands, puis a rejoint la communauté de communes « Les Vals du Dauphiné » au 1er janvier 2017.
Les habitants de Chassignieu se dénomment les Chassignards

## Géographie

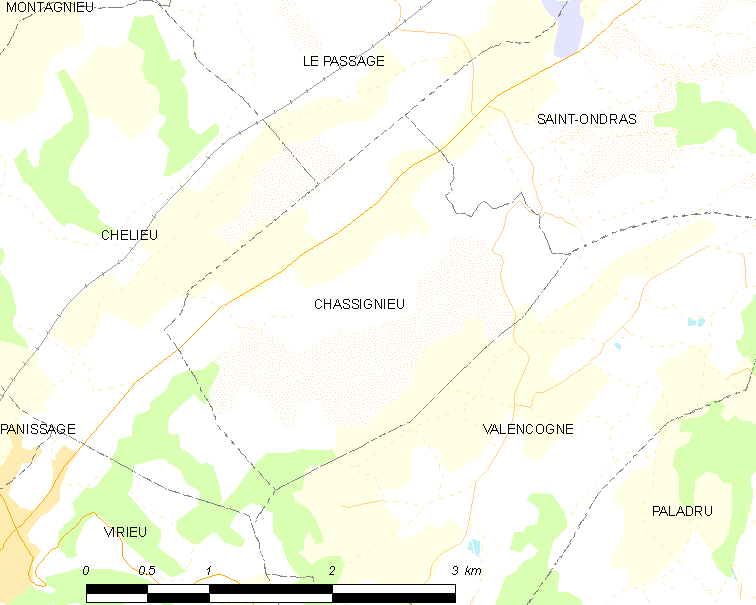
Plan de Chassignieu et des communes limitrophes

### Situation et description
Positionné dans la région naturelle des Terres froides, Chassignieu se trouve en position surélevée par rapport à la route départementale 73, entouré à l'Est et à l'Ouest par deux vallons boisés.
L'église, la mairie et le cimetière se trouvent à quelques centaines de mètres du village proprement dit.

### Communes limitrophes
Le territoire communal n'est bordé que par quatre communes, toutes situés dans le département de l'Isère
|         | Le Passage  |              |
| Chélieu | Chassignieu | Saint-Ondras |
|         | Valencogne  |              |

### Climat
Pour des articles plus généraux, voir Climat d'Auvergne-Rhône-Alpes et Climat de l'Isère.
En 2010, le climat de la commune est de type climat des marges montargnardes, selon une étude du Centre national de la recherche scientifique s'appuyant sur une série de données couvrant la période 1971-2000. En 2020, Météo-France publie une typologie des climats de la France métropolitaine dans laquelle la commune est exposée à un climat de montagne ou de marges de montagne et est dans la région climatique  Alpes du nord, caractérisée par une pluviométrie annuelle de 1 200 à 1 500 mm, irrégulièrement répartie en été. 
Pour la période 1971-2000, la température annuelle moyenne est de 10,4 °C, avec une amplitude thermique annuelle de 17,8 °C. Le cumul annuel moyen de précipitations est de 1 194 mm, avec 9,9 jours de précipitations en janvier et 7 jours en juillet. Pour la période 1991-2020, la température moyenne annuelle observée sur la station météorologique de Météo-France la plus proche, « Pont-de-Beauvoisin », sur la commune du Pont-de-Beauvoisin à 14 km à vol d'oiseau, est de 11,8 °C et le cumul annuel moyen de précipitations est de 1 166,3 mm,. Pour l'avenir, les paramètres climatiques de la commune estimés pour 2050 selon différents scénarios d'émission de gaz à effet de serre sont consultables sur un site dédié publié par Météo-France en novembre 2022.

### Hydrographie
La commune est bordée dans sa partie septentrionale par la Bourbre, affluent en rive gauche du Rhône et d'une longueur de 72,2 km.

### Voies de communication
Le territoire communal est également traversé par deux routes départementales :
- la RD 73 qui relie la commune des Abrets en Dauphiné à celle de Beaurepaire (Isère)
- la RD 17c qui traverse la partie nord-est du territoire communal par raccordement avec la RD73 vers la commune voisine de Valencogne

## Urbanisme

### Typologie
Au 1er janvier 2024, Chassignieu est catégorisée commune rurale à habitat très dispersé, selon la nouvelle grille communale de densité à sept niveaux définie par l'Insee en 2022.
Elle est située hors unité urbaine et hors attraction des villes,.

### Occupation des sols
L'occupation des sols de la commune, telle qu'elle ressort de la base de données européenne d’occupation biophysique des sols Corine Land Cover (CLC), est marquée par l'importance des territoires agricoles (97,2 % en 2018), une proportion identique à celle de 1990 (97,2 %). La répartition détaillée en 2018 est la suivante : 
zones agricoles hétérogènes (66,6 %), terres arables (23,1 %), prairies (7,5 %), forêts (2,8 %). L'évolution de l’occupation des sols de la commune et de ses infrastructures peut être observée sur les différentes représentations cartographiques du territoire : la carte de Cassini (XVIIIe siècle), la carte d'état-major (1820-1866) et les cartes ou photos aériennes de l'IGN pour la période actuelle (1950 à aujourd'hui).

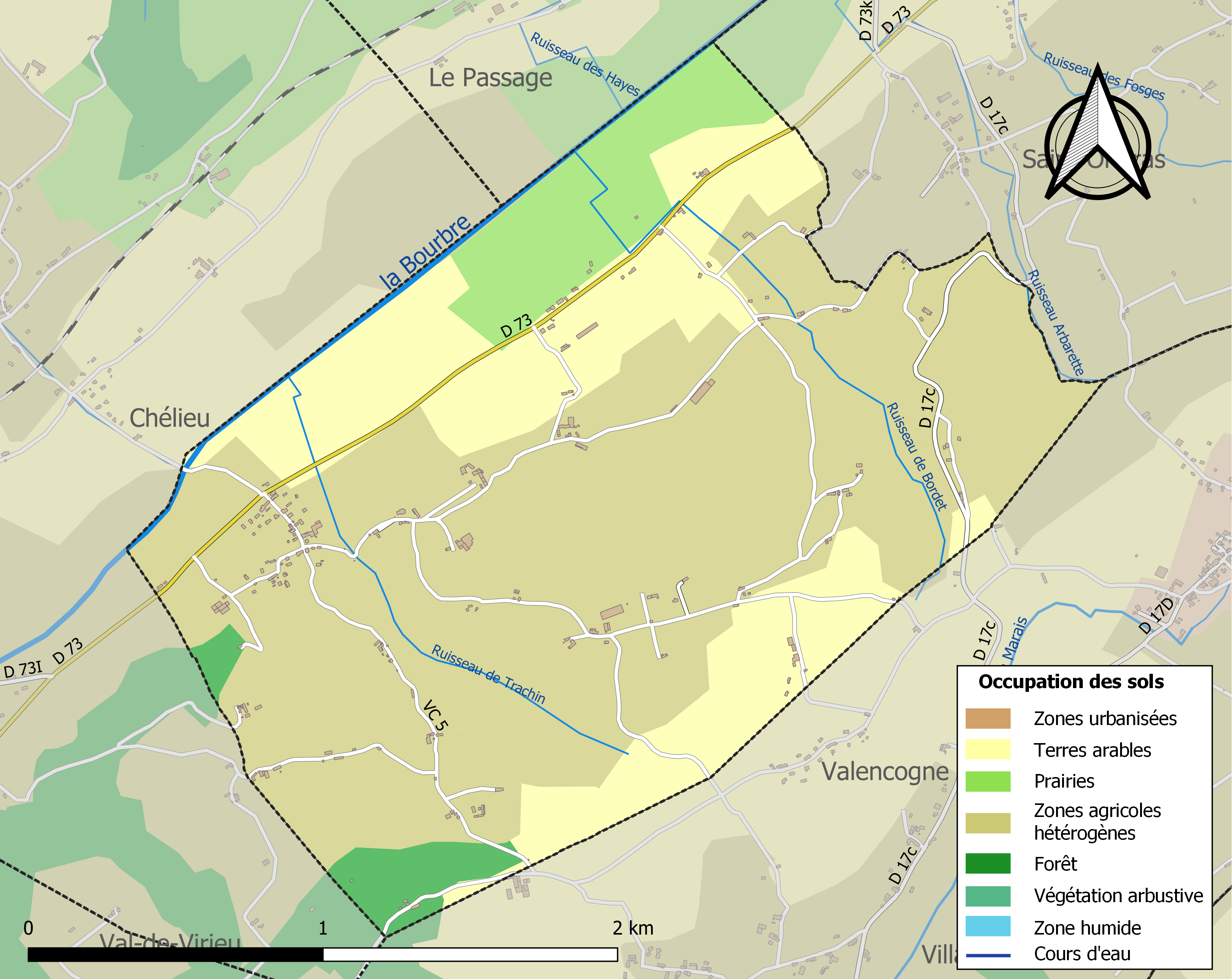
Carte des infrastructures et de l'occupation des sols de la commune en 2018 (CLC).
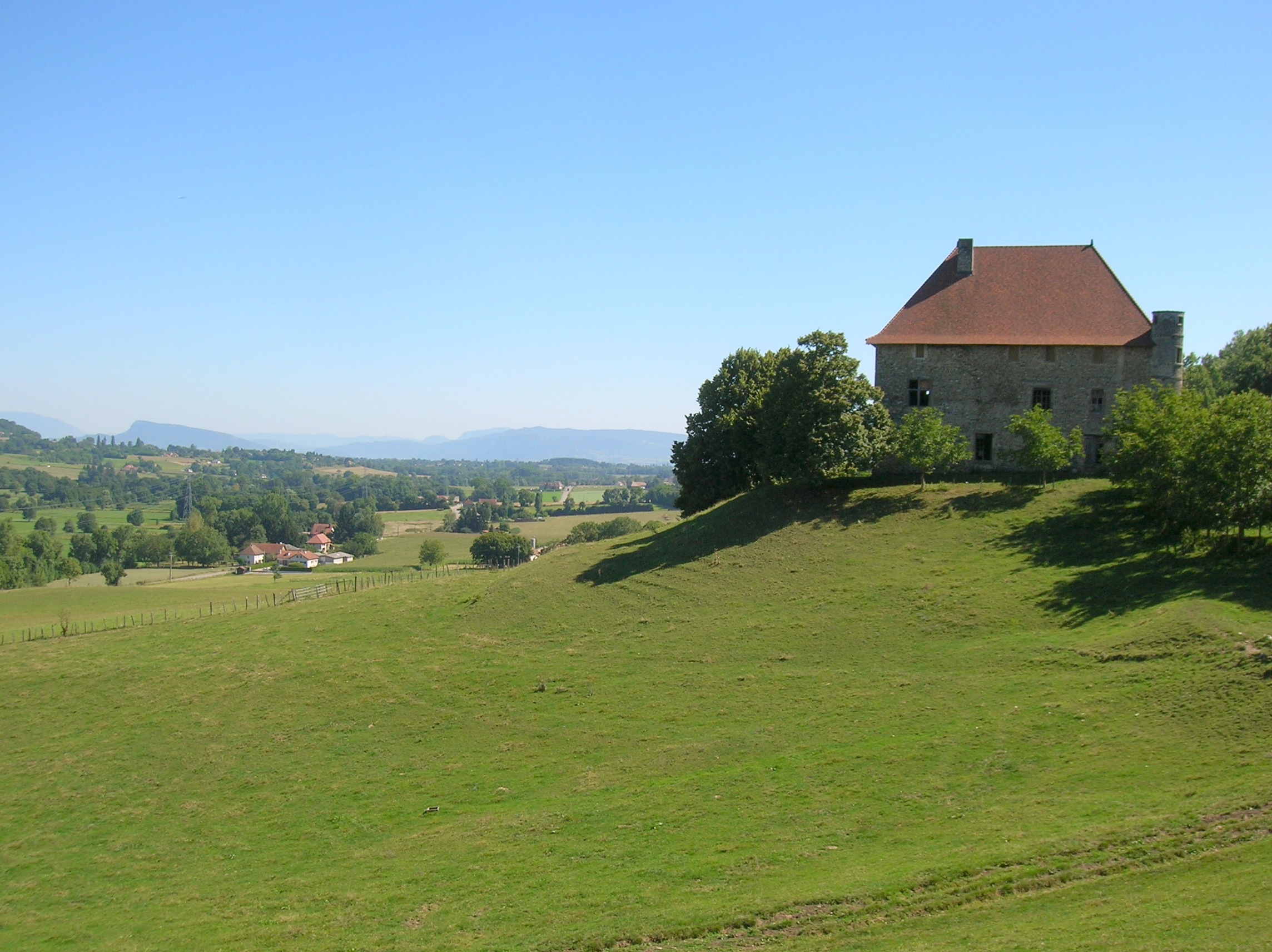
Le château et le paysage de Chassignieu.

### Risques naturels et technologiques

#### Risques sismiques
L'ensemble du territoire de la commune de Chassignieu est situé en zone de sismicité n°3 (sur une échelle de 1 à 5), comme la plupart des communes de son secteur géographique, mais non loin de la zone n°4, située plus à l'est, vers le massif de la Chartreuse.
| Type de zone | Niveau            | Définitions (bâtiment à risque normal) |
| ------------ | ----------------- | -------------------------------------- |
| Zone 3       | Sismicité modérée | accélération = 1,1 m/s2                |

## Toponymie
Selon André Planck, auteur du livre L'origine du nom des communes du département de l'Isère, le nom de Chassignieu pourrait dériver du nom d'un riche propriétaire gallo-romain dénommé Cassianus et dont la terre se dénommait Canissacum.

## Histoire

### Préhistoire et Antiquité
Au début de l'Antiquité, le territoire des Allobroges s'étendait sur la plus grande partie des pays qui seront nommés plus tard la Sapaudia (ce « pays des sapins » deviendra la Savoie) et au nord de l'Isère.
Les Allobroges, comme bien d'autres peuples gaulois, sont une « confédération ». En fait, les Romains donnèrent, par commodité, le nom d'Allobroges à l'ensemble des peuples gaulois vivant dans la civitate (cité) de Vienne, à l'ouest et au sud de la Sapaudia.

### Moyen Âge
En 892, « Les terres de Colonge, de Chélieu, de Chassignieu et de Fitilieu, dans le diocèse de Grenoble, furent cédées par les rois Charles et Lothaire à l'église de Lyon, et confirmées depuis par l'empereur Louis, fils de Bozon, en faveur de la même église ».

### Administration municipale

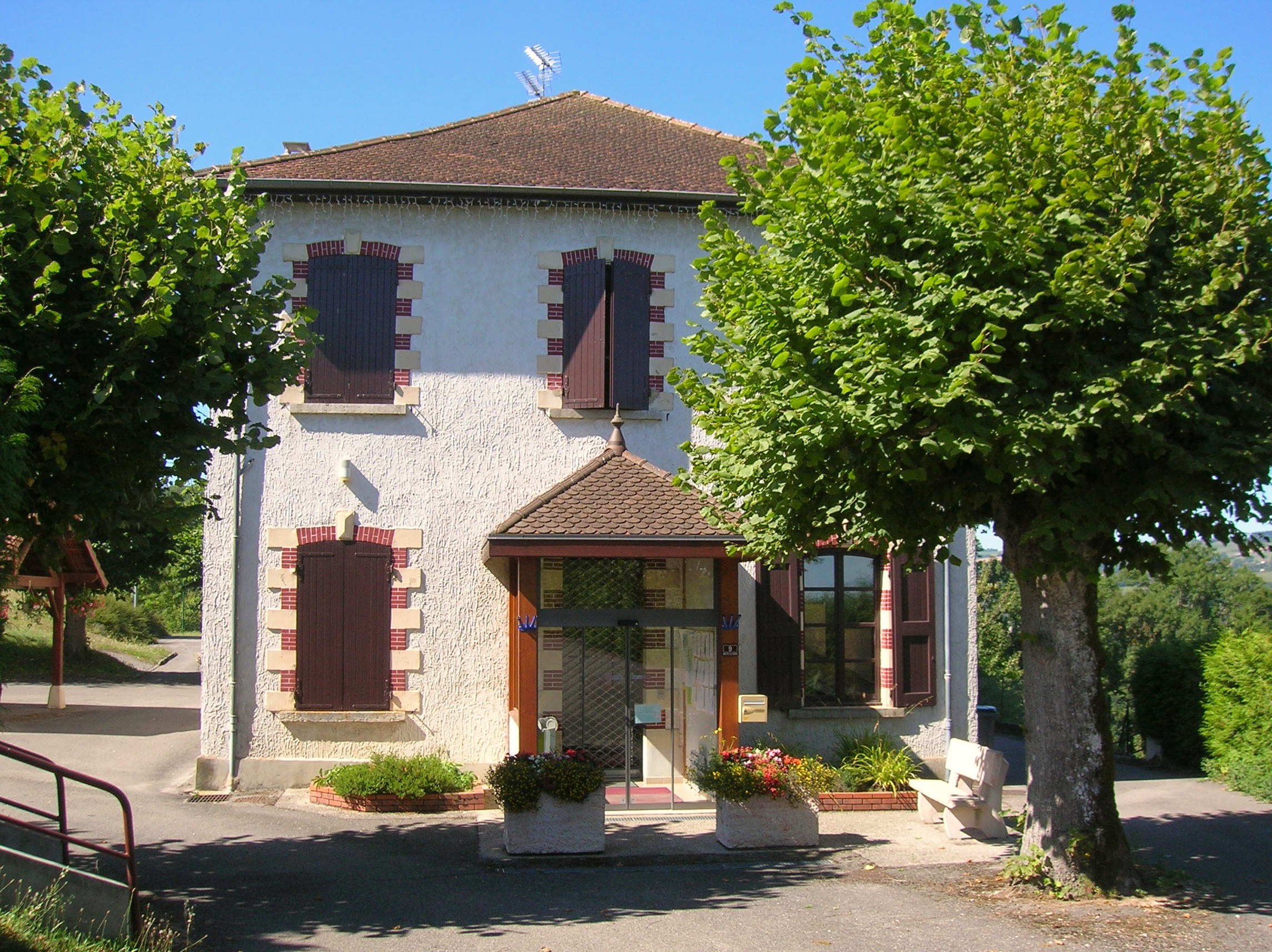
La mairie.

## Politique et administration

### Liste des maires
| Période                                  | Période  | Identité         | Étiquette | Qualité       |
| ---------------------------------------- | -------- | ---------------- | --------- | ------------- |
| avant 1937                               | ?        | Paulin Guinet    | DVG       |               |
| mars 2001                                | 2020     | Philippe Boyer   | SE        | Fonctionnaire |
| 2020                                     | En cours | Jean-Marc Bouvet |           |               |
| Les données manquantes sont à compléter. |          |                  |           |               |

## Population et société

### Démographie
L'évolution du nombre d'habitants est connue à travers les recensements de la population effectués dans la commune depuis 1800. Pour les communes de moins de 10 000 habitants, une enquête de recensement portant sur toute la population est réalisée tous les cinq ans, les populations de référence des années intermédiaires étant quant à elles estimées par interpolation ou extrapolation. Pour la commune, le premier recensement exhaustif entrant dans le cadre du nouveau dispositif a été réalisé en 2005.

En 2022, la commune comptait 226 habitants, en évolution de −0,44 % par rapport à 2016 (Isère : +3,07 %, France hors Mayotte : +2,11 %).
| 1800 | 1806 | 1821 | 1831 | 1836 | 1841 | 1846 | 1851 | 1856 |
| ---- | ---- | ---- | ---- | ---- | ---- | ---- | ---- | ---- |
| 424  | 373  | 444  | 565  | 421  | 606  | 601  | 539  | 477  |

| 1861 | 1866 | 1872 | 1876 | 1881 | 1886 | 1891 | 1896 | 1901 |
| ---- | ---- | ---- | ---- | ---- | ---- | ---- | ---- | ---- |
| 456  | 444  | 450  | 407  | 428  | 389  | 426  | 362  | 332  |

| 1906 | 1911 | 1921 | 1926 | 1931 | 1936 | 1946 | 1954 | 1962 |
| ---- | ---- | ---- | ---- | ---- | ---- | ---- | ---- | ---- |
| 328  | 335  | 287  | 283  | 249  | 234  | 228  | 214  | 252  |

| 1968 | 1975 | 1982 | 1990 | 1999 | 2005 | 2006 | 2010 | 2015 |
| ---- | ---- | ---- | ---- | ---- | ---- | ---- | ---- | ---- |
| 239  | 198  | 190  | 188  | 192  | 203  | 202  | 206  | 221  |

| 2020 | 2022 | - | - | - | - | - | - | - |
| ---- | ---- | - | - | - | - | - | - | - |
| 222  | 226  | - | - | - | - | - | - | - |

### Enseignement
La commune est rattachée à l'académie de Grenoble.

### Médias
Historiquement, le quotidien à grand tirage Le Dauphiné libéré consacre, chaque jour, y compris le dimanche, dans son édition du Nord-Isère, un ou plusieurs articles à l'actualité sur le canton, la communauté des communes et quelquefois sur la commune, ainsi que des informations sur les éventuelles manifestations locales, les travaux routiers, et autres événements divers à caractère local.

### Cultes
La communauté catholique et l'église de Chassignieu (propriété de la commune) sont desservies par la paroisse Sainte-Anne qui, elle-même, est rattachée au diocèse de Grenoble-Vienne.

## Culture et patrimoine

### Lieux et monuments
- Le château de Bellegarde ; maison forte des XIVe, XVe et XVIe siècles. Elle fait l'objet d'un classement au titre des monuments historiques par arrêté du 24 juin 1996[25],[26].
- L'église Notre-Dame de l'Assomption, bâtie en 1894[27].
- Maisons et granges en pisé

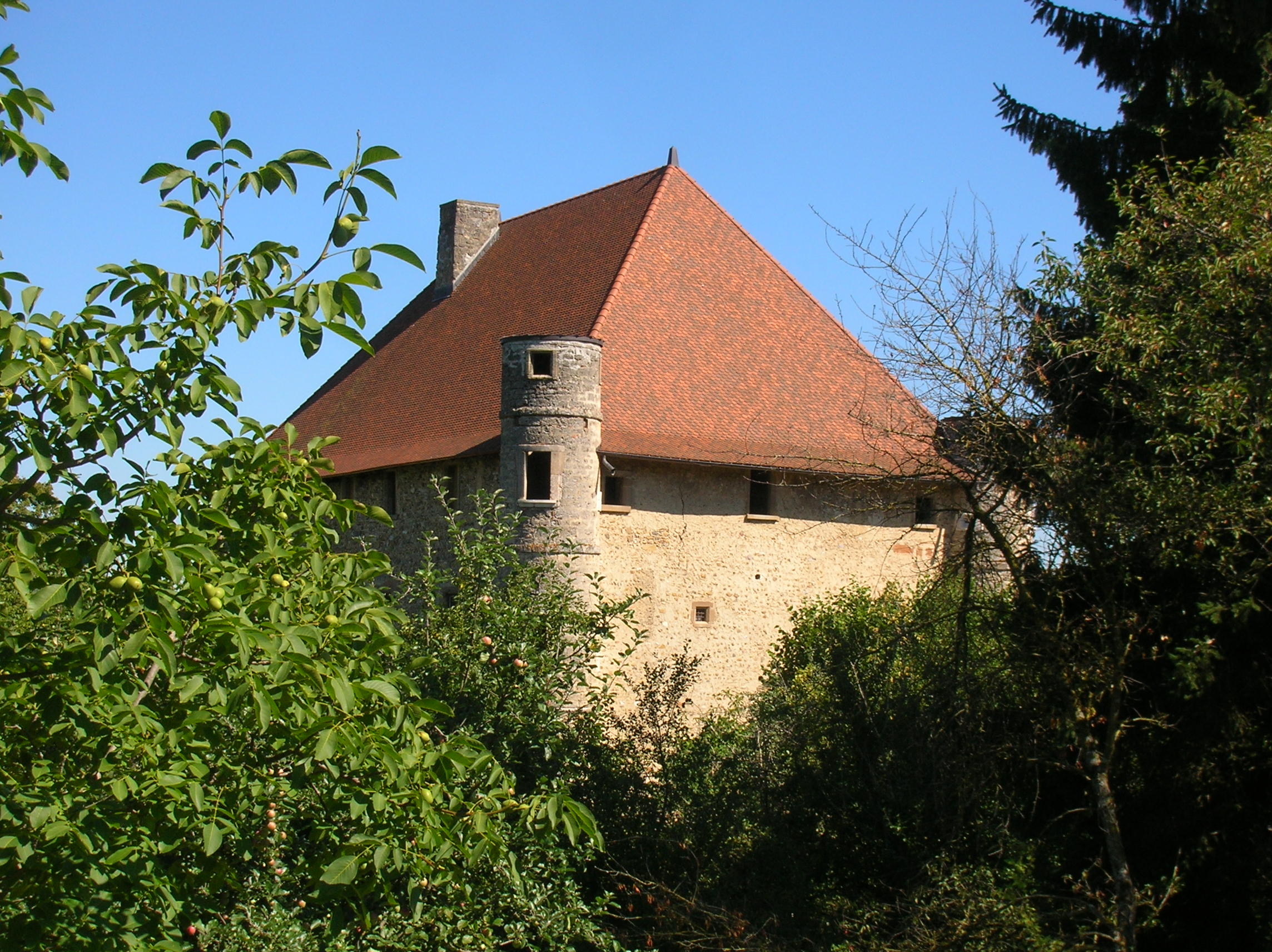
Le château de Bellegarde.
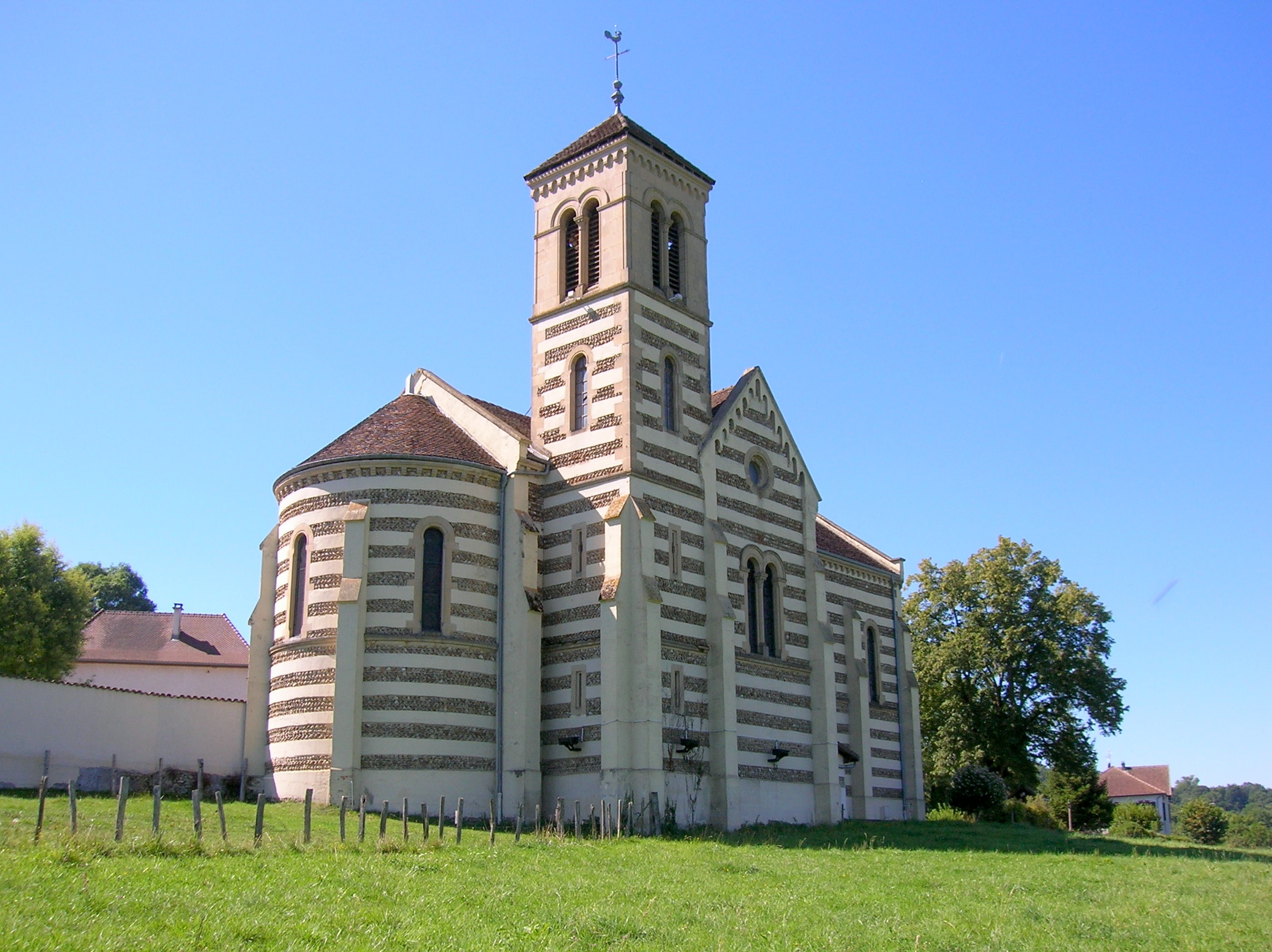
L'église Notre-Dame de l'Assomption.
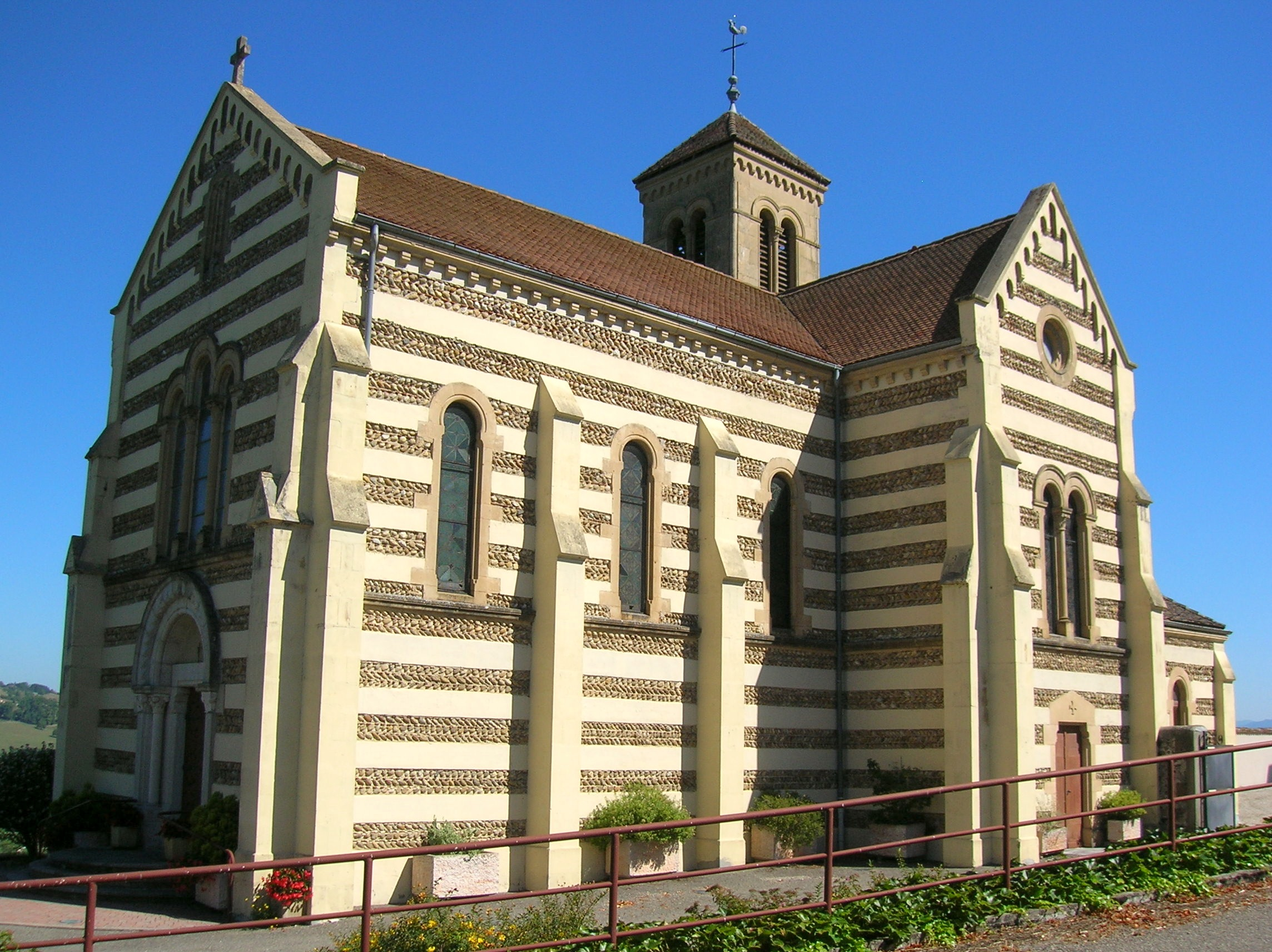
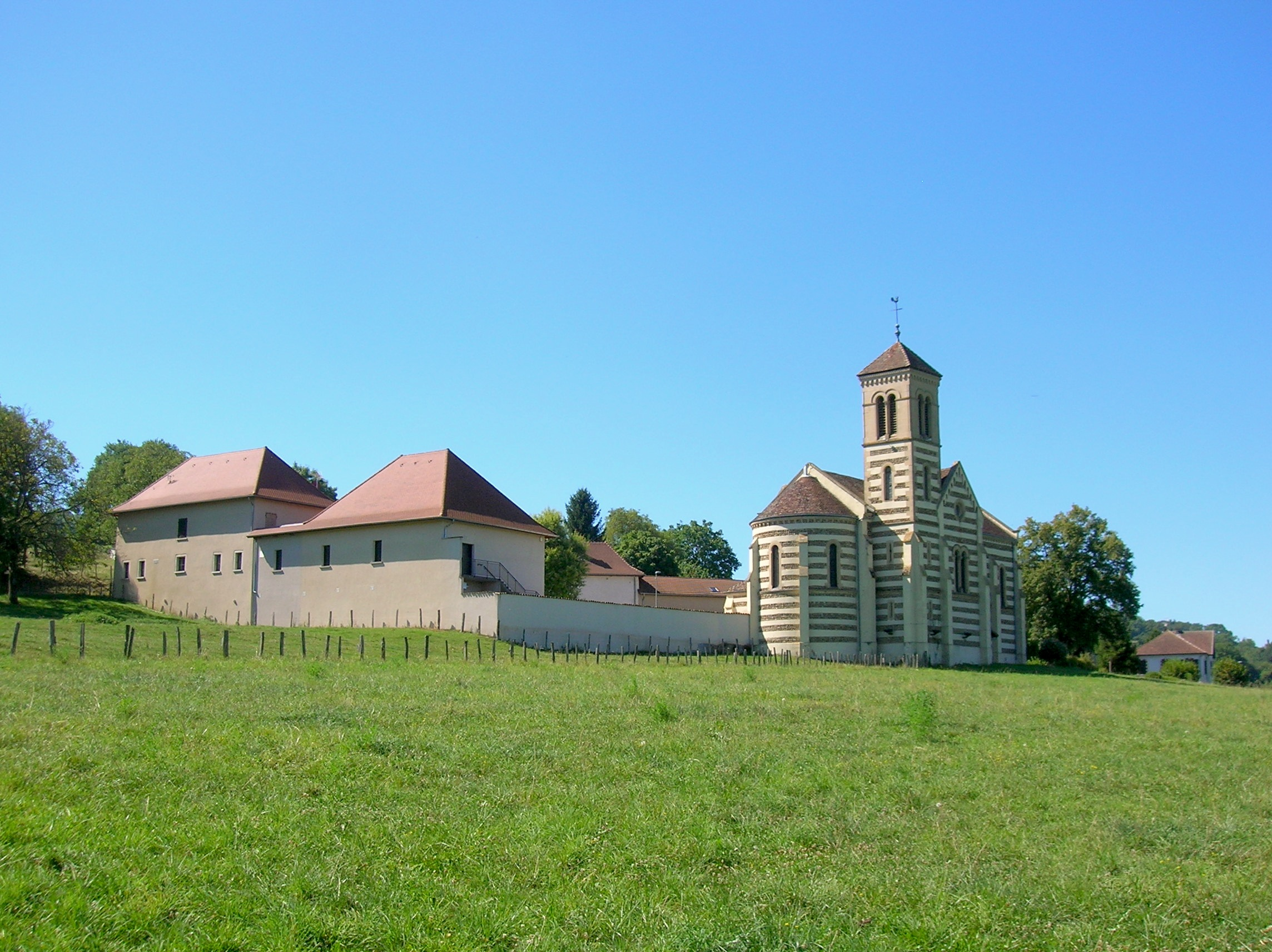
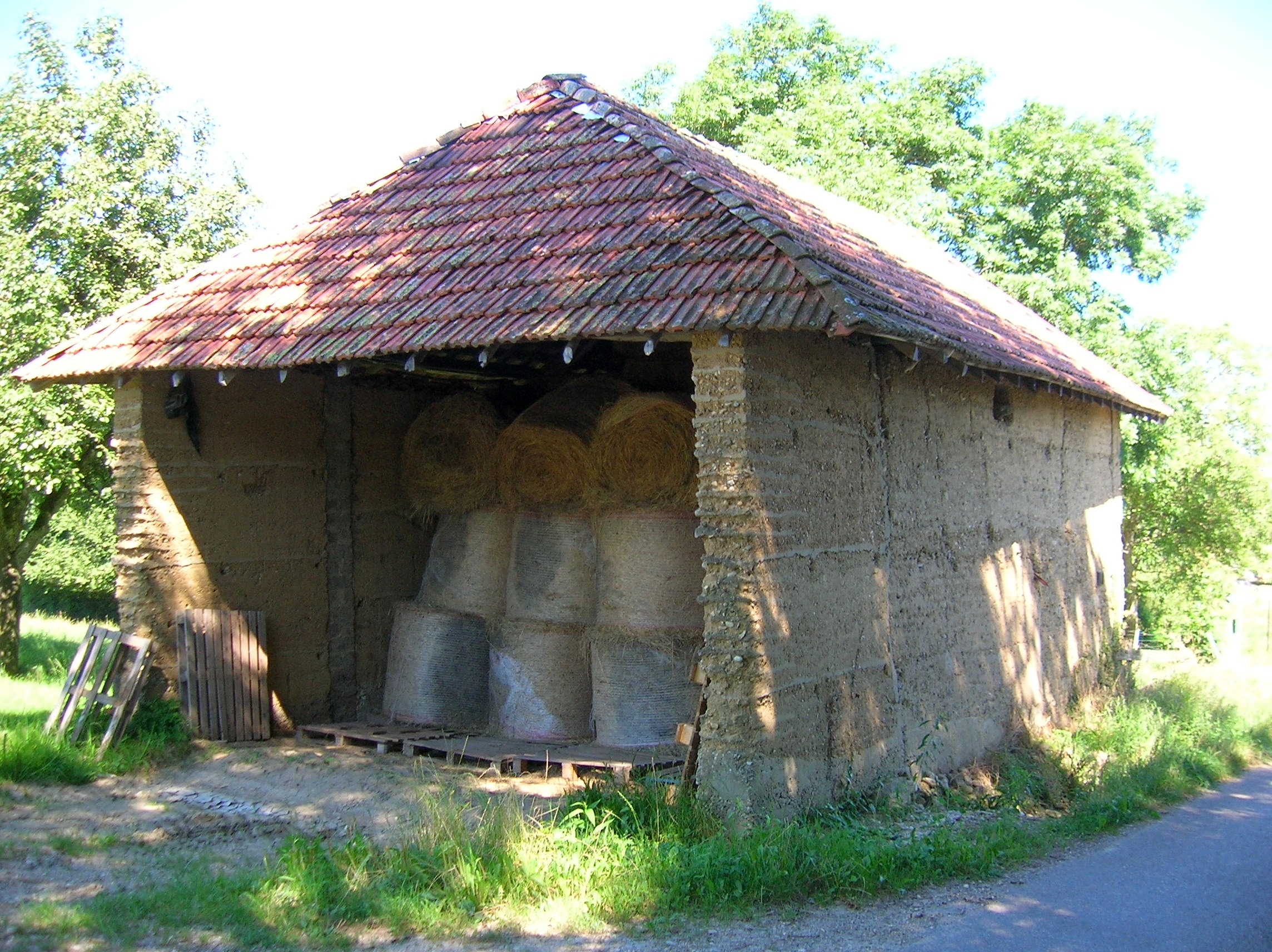
Grange en pisé.

### Héraldique
|  | Chassignieu possède des armoiries dont l'origine et le blasonnement exact ne sont pas disponibles. |